# Scaphochlamys atroviridis
Scaphochlamys atroviridis är en enhjärtbladig växtart som beskrevs av Richard Eric Holttum. Scaphochlamys atroviridis ingår i släktet Scaphochlamys och familjen Zingiberaceae. Inga underarter finns listade i Catalogue of Life.